# Sal (přítok Donu)
Sal (rusky Сал) je řeka v Kalmycku a v Rostovské oblasti v Rusku. Je dlouhá 798 km. Plocha povodí měří 21 300 km². Na horním toku se nazývá Džurak-Sal (rusky Джурак-Сал).

## Průběh toku
Pramení v Kalmycku a protéká suchou stepí. Na dolním toku je koryto členité. Ústí zleva do Donu.

### Přítoky
- zleva – Velký Gašun, Malá Kuberle, Velká Kuberle
- zprava – Kara-Sal, Donský magistrální kanál (přivádí vodu z Cimljanské přehrady)

## Vodní režim
Zdrojem vody jsou sněhové srážky. Průměrný průtok vody ve vzdálenosti 205 km od ústí činí 9,9 m³/s. Na horním a středním toku v létě vysychá na 8 až 200 dní. Zamrzá v polovině prosince, přičemž na horním toku promrzá až do dna na 19 až 45 dní. Rozmrzá na konci března. Ledová pokrývka není stálá. Nejvyšších vodních stavů dosahuje od března do dubna.